# Adrián Annus
Pour les articles homonymes, voir Annus.
Adrián Annus (né le 28 juin 1973 à Szeged) est un athlète hongrois, spécialiste du lancer du marteau.
Sa médaille d'or aux Jeux olympiques en 2004 lui a été retirée, à la suite d'une disqualification pour dopage.
Autres performances (non remises en cause) :
- 1996: Atlanta, Jeux olympiques, 28 ème
- 1998: Budapest, Championnats d'Europe, 8 ème
- 2000: Sydney, J.O. 17 ème
- 2001: Edmonton, Championnats du monde 9 ème
- 2001: Beijing, Universiade d'été, 3 ème
- 2002: Munich, Championnats d'Europe, 1 er
- 2002: Madrid,Coupe du monde, 1 er
- 2002: Paris, Grand Prix, 2 ème
- 2003: Szombathely, Hongrie, MAL Cup, 84 m 19 record national
- 2003: Paris, Championnats du monde 2 ème
- 2003: Szombathely (Hongrie), World Athletics Final, 1 er